# دو ساد ۷۰
دو ساد ۷۰ (انگلیسی: De Sade 70) یا فلسفه در اتاق‌خواب مارکی دو ساد (انگلیسی: Marquis de Sade's 'Philosophy in the Boudoir') که با نام اوژنی… روایت سفر او به انحراف جنسی هم شناخته می‌شود، یک فیلم اقتباسی سافت‌کور به کارگردانی خسوس فرانکو است که بر پایهٔ کتاب فلسفه در اتاق‌خواب مارکی دو ساد ساخته و در سال ۱۹۷۰ منتشر شد.
این فیلم را که به اختصار با نام اوژنی شناخته می‌شود، نباید با فیلم دیگری به نام اوژنی دو ساد اشتباه گرفت که آن هم با نام اختصاری اوژنی شناخته می‌شود و در سال ۱۹۷۰ ساخته شد، اما در سال ۱۹۷۳ منتشر گردید. خسوس فرانکو در سال ۱۹۸۰ یک اقتباس سینمایی دیگر از کتاب فلسفه در اتاق‌خواب هم ساخت که آن هم با نام اوژنی شناخته می‌شود و نام کاملش تاریخچهٔ یک انحراف جنسی بود.

## بازیگران
- ماریا رم
- ماری لیلیه‌دال
- جک تیلور
- کریستوفر لی[۲]
- هربرت فوکس
- پل مولر

## برای مطالعهٔ بیشتر
- Thrower, Stephen; Grainger, Julian (2015). Murderous Passions: The Delirious Cinema of Jesús Franco. London: Strange Attractor Press. ISBN 978-1-907222-31-3.